# Grégory Tutard
Pour les articles homonymes, voir Tutard.
Pas d'image ? Cliquez ici

a Compétitions nationales et continentales officielles uniquement.

Grégory Tutard, né le 2 janvier 1975, est un joueur français de rugby à XIII et de rugby à XV évoluant aux postes de centre et d'ailier.

## Biographie
Né à Villeneuve-sur-Lot[réf. nécessaire], il commence sa carrière sportive en pratiquant le rugby à XIII avec le club de Villeneuve XIII. À la fin de la saison 1995-1996, il est sacré champion de France avec le club lot-et-garonnais. Après un passage au Paris Saint-Germain Rugby League durant la saison 1996 de la Super League, il opte ensuite pour une reconversion dans le rugby à XV. Il est parfois décrit pendant ses années comme joueur de XIII comme ayant « un gabarit impressionnant ».
Il débute ainsi sa carrière professionnelle à XV sous le maillot de l'USA Perpignan à compter de la saison 1996-1997. 
Le 16 mai 1998, il est titulaire au poste d'ailier lors de la finale de championnat de France 1998 disputée contre le Stade français Paris ; les Catalans s'inclinent 34 à 7. Tutard évolue ensuite avec le RC Narbonne.
Durant la saison 2004-2005, il fait un bref retour en rugby à XIII, avec le club de Villeneuve-sur-Lot.
De retour à XV par la suite, il porte le maillot du RC Toulon puis de l'US Dax, actant sa retraite à l'issue de la saison 2007-2008.

## Palmarès
- Championnat de France de rugby à XIII :
  - Champion : 1996.
- Championnat de France de rugby à XV :
  - Finaliste : 1998.
- Championnat de France de rugby à XV de 2e division :
  - Champion : 2005.
  - Vainqueur de la finale : 2007.